# بوکمپ-لو-ژان
بوکمپ-لو-ژان (به فرانسوی: Beaucamps-le-Jeune) یک کمون (فرانسه) در فرانسه است که در canton of Hornoy-le-Bourg واقع شده‌است. بوکمپ-لو-ژان ۶٫۷۲ کیلومتر مربع مساحت دارد ۲۲۰ متر بالاتر از سطح دریا واقع شده‌است.